# Provincia de Sado
La provincia de Sado (佐渡国 Sado-no-kuni?) fue una provincia japonesa que en la actualidad correspondería a parte de la prefectura de Niigata. Se encontraba en la isla homónima de Sado, frente a la costa de la prefectura de Niigata (o en el pasado, la provincia de Echigo). Formaba parte del circuito del Hokurikudō. Su nombre abreviado era Sashū (佐州?) o Toshū (渡州?).
Sado era famosa por la plata y el oro extraído en la isla. En el período Kamakura la provincia fue otorgada al clan Honma de Honshū, y continuaron dominando Sado hasta 1589 cuando Uesugi Kagekatsu se hizo cargo de la isla. Después de la batalla de Sekigahara los shōgun Tokugawa hicieron de Sado un feudo personal y asumieron el control directo de sus minas.